# Рисозбиральний комбайн

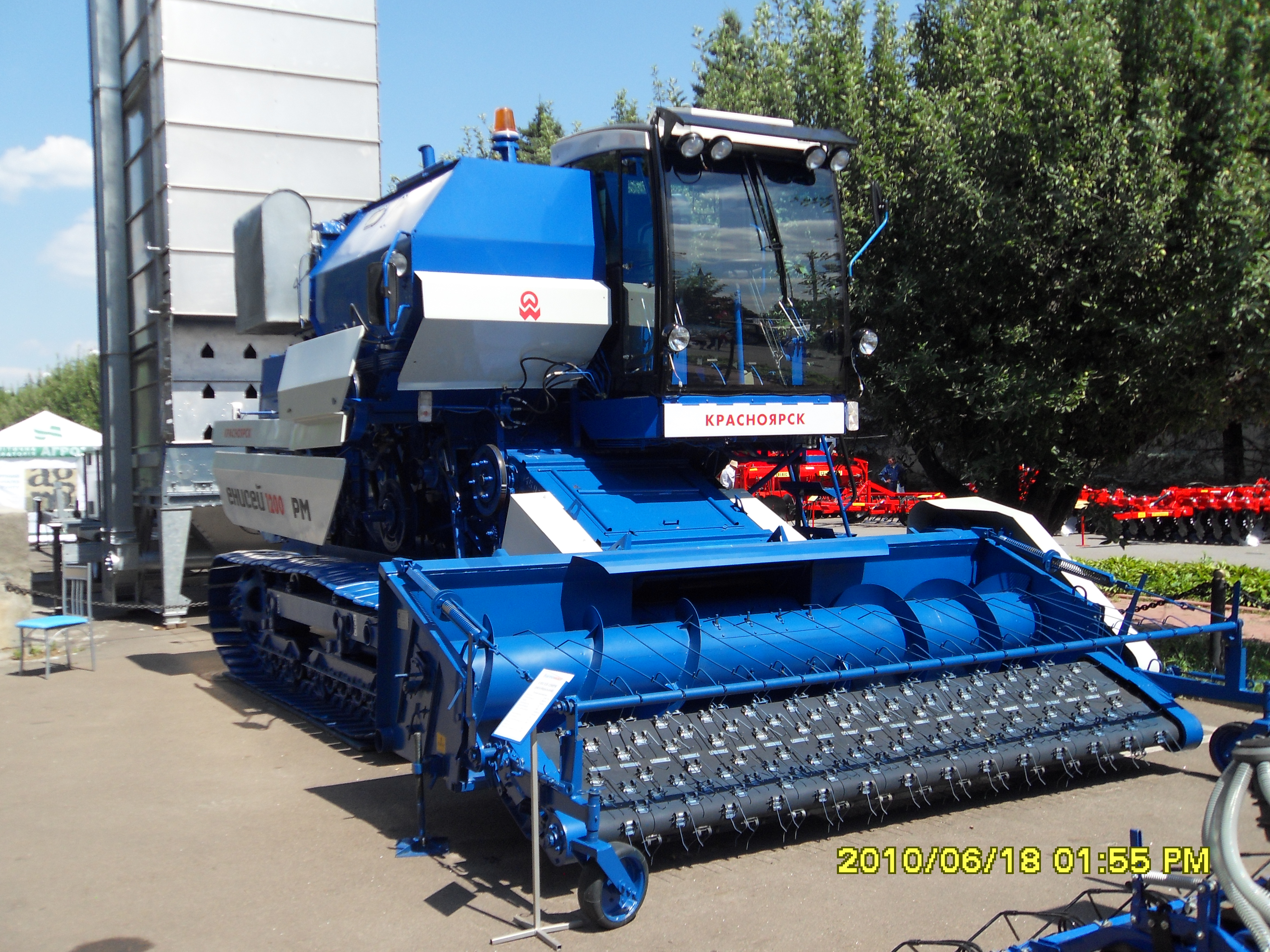
Рисозбиральний комбайн

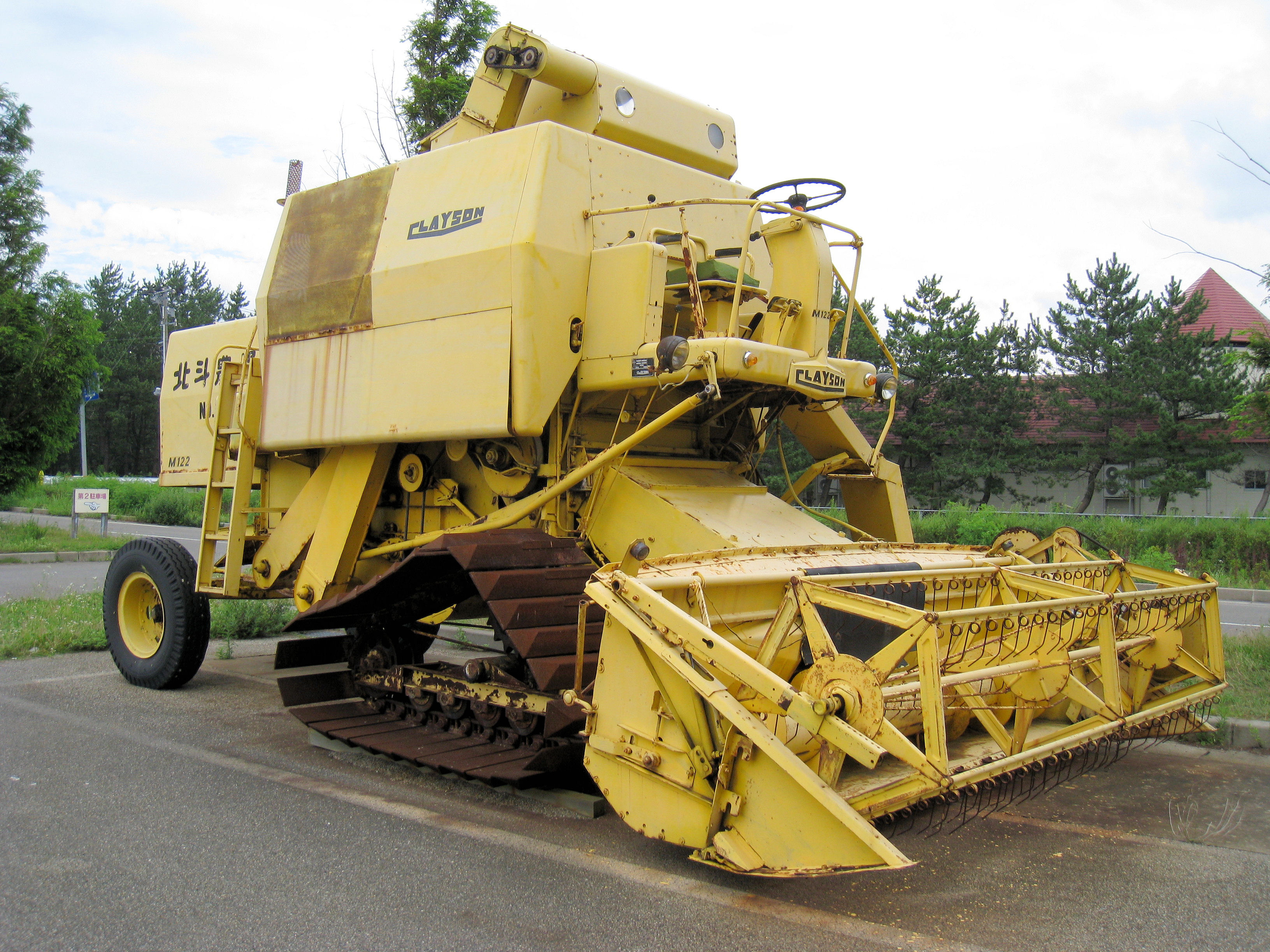
Рисозбиральний комбайн на півгусеничному ходу на базі зернозбирального комбайна Clayson M122. Конструктивні зміни в порівннянні з базовою універсальною машиной мінімальні та складаються переважно в заміні ходової частини.

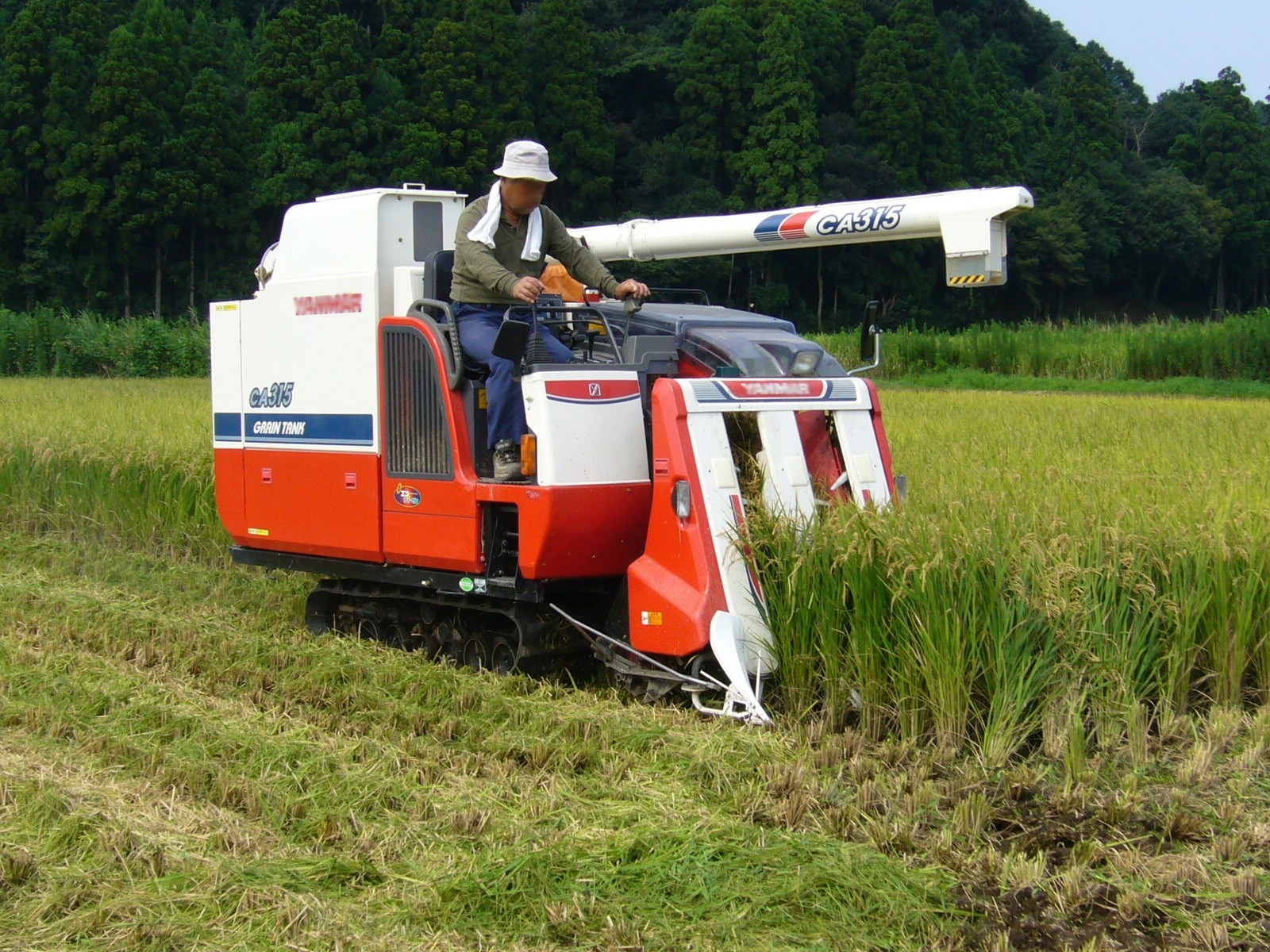
Компактний рисозбиральний комбайн спеціальної побудови з гусеничним рушієм

Рисозбира́льний комба́йн — тип сільськогосподарського комбайна, що застосовується в рисівництві. Призначається для скошування та обмолоту рису, виділення та очистки зерновок з наступним їх збором в бункер, а також збору соломи в копи. Рисозбиральні комбайни відрізняються від інших зернозбиральних більш інтенсивним обмолотом та підвищеною прохідністю.